# Konfesszionalizáció
A konfesszionalizáció (németül: Konfessionalisierung; magyarul másként: felekezetszerveződés) egy, a német nyelvű történetírásban megszületett historiográfiai fogalom, mely a reformációt követő kora újkori egyháztörténet szerveződési, fejlődési kérdéseire reflektál.
A tézis eredete a II. világháború utáni időszakra vezethető vissza, amikor Ernst Walter Zeeden (1916–2011) munkáiban tűnt fel először a hitvallásképződés (Konfessionsbildung) fogalma. Az 1980-as években Heinz Schilling és Wolfgang Reinhard munkái révén vált a konfesszionalizációs-elmélet az európai kora újkor vizsgálatának fontos részévé.

„Az elmélet megalkotói a különböző hitfelekezetek kialakulását, szerveződését helyezték vizsgálatuk középpontjába. A korábbi hatás-ellenhatáson alapuló megközelítések helyett elsősorban a párhuzamos jelenségekre összpontosítottak elemzéseikben. Ezek szerint a konfesszionalizáció csaknem két évszázados folyamatában a különböző hitvallások révén magukat meghatározó felekezetek – köztük a katolikus egyház is – dogmatikailag, intézményileg, jogilag megerősödtek, és kiépítették saját arculatukat az életvezetésben, a mindennapi művelődésben és a mentalitásban. A felekezetek szerveződése a hívők fegyelemre, diszciplínára nevelése, kényszerítése révén alapvető hatást gyakorolt a modern államfejlődésre is. A korábbi elképzelésekkel szemben a felekezetek szerveződésük és a mindennapi életre gyakorolt hatásuk révén sokkal inkább motorjai voltak az európai modernizációs, korszerűsítő folyamatoknak, mintsem visszahúzó, gátló tényezők.”

Az tézis kutatói egy tíz lépcsőfokból álló kategorizálási rendszert állítottak fel, melyek a kora újkori felekezetszerveződés alapvető tulajdonságait foglalják össze.
1. Az igazság abszolút birtoklásának tudata.
2. A hitelvek világos körülhatárolása a hitbeli bizonytalanságok kiküszöbölésének kíséretében.
3. Gondoskodás a tanok megfelelő képviselőiről és az alkalmatlanok kiszűréséről.
4. Előbbihez szorosan kapcsolódik a művelődés újjászervezése, monopolizálása; felekezet-specifikus oktatási intézmények létrehozása.
5. A saját istentiszteleti formák, intenzívebb szertartások, közösségi események révén a hívek felekezeti tudatosságának erősítése.
6. Sajátos, a felekezetre jellemző nyelvhasználat kialakítása.
7. A propaganda (és a cenzúra) alkalmazása.
8. A középkori hierarchia megőrzése; vagy új egyházszervezet kiépítése.
9. A belső egyházi élet ellenőrzése különféle mechanizmusok útján.
10. Az államhatalommal alkotott szimbiózis.